# Schematistis
Schematistis is een geslacht van motten uit de familie van de tastermotten.

## Soorten
- S. analoxa Meyrick, 1911